# Толуол
Толуо́л (от исп. Tolu, толуанский бальзам) — фенилметан, метилбензол, сокращённое химическое обозначение — PhMe. Бесцветная жидкость с характерным запахом, относится к аренам.

## История
Толуол получен впервые П. Пеллетье в 1835 при перегонке сосновой смолы. В 1838 выделен А. Девилем из бальзама, привезённого из города Толу в Колумбии, в честь которого получил своё название.

## Общая характеристика
Химические формула C7H8. Бесцветная подвижная летучая жидкость с характерным запахом, проявляет слабое наркотическое действие. Смешивается в неограниченных количествах с углеводородами, многими спиртами, простыми и сложными эфирами, плохо растворяется в воде. Показатель преломления для D-линии натрия 1,4969 при 20 °C. Горюч, горит коптящим пламенем. Молярная масса 92,14 г/моль, плотность 0,86694 г/см3, плавления -95 °C, кипения 110,6 °C, вспышки 6 °C.

## Химические свойства
Для толуола характерны реакции электрофильного замещения в ароматическом кольце и замещения в метильной группе по радикальному механизму.
Электрофильное замещение в ароматическом кольце идёт преимущественно в орто- и пара-положениях относительно метильной группы.
Кроме реакций замещения, толуол вступает в реакции присоединения (гидрирование), озонолиза. Некоторые окислители (щелочной раствор перманганата калия, разбавленная азотная кислота) окисляют метильную группу до карбоксильной.
Температура самовоспламенения 535 °C. Температура вспышки 4 °C.
При взаимодействии толуола с сильными окислителями образуется бензойная кислота:
- Взаимодействие с перманганатом калия в кислой среде:

{\displaystyle {\mathsf {5C_{6}H_{5}CH_{3}+6KMnO_{4}+9H_{2}SO_{4}\rightarrow 5C_{6}H_{5}COOH+6MnSO_{4}+3K_{2}SO_{4}+14H_{2}O}}.}
- Взаимодействие с перманганатом калия в нейтральной среде

{\displaystyle {\mathsf {C_{6}H_{5}CH_{3}+2KMnO_{4}\rightarrow C_{6}H_{5}COOK+2MnO_{2}+KOH+H_{2}O}}.}
- Взаимодействие с галогенами на свету:

{\displaystyle {\mathsf {C_{6}H_{5}CH_{3}+X_{2}{\xrightarrow[{}]{h\nu }}C_{6}H_{5}CH_{2}X+HX}}.}

## Получение и очистка
Продукт каталитического риформинга бензиновых фракций нефти. Выделяется селективной экстракцией и последующей ректификацией. Также хорошие выходы толуола достигаются при каталитическом дегидрировании гептана через метилциклогексан.
Очищают толуол аналогично бензолу, но в случае применения концентрированной серной кислоты следует учитывать, что толуол сульфируется легче бензола, а, значит, необходимо поддерживать более низкую температуру реакционной смеси (практически — менее 30 °C).
Толуол образует с водой азеотропную смесь.
Толуол можно получить из бензола по реакции Фриделя — Крафтса с использованием трибромида железа в качестве катализатора:
{\displaystyle {\mathsf {C_{6}H_{6}+CH_{3}Br{\xrightarrow[{}]{FeBr_{3}}}C_{6}H_{5}CH_{3}+HBr}}.}
Возможны также другие способы.

## Применение
Сырьё для производства бензола, бензойной кислоты, нитротолуолов (в том числе тринитротолуола), толуилендиизоцианатов (через динитротолуол и толуилендиамин) бензилхлорида и других органических веществ.
Применяется как растворитель для многих органических веществ и полимеров, входит в состав различных товарных растворителей для лаков и красок. Входит в состав растворителей марок: Р-40, Р-4, 645, 646, 647, 648. Применяется как растворитель в химическом синтезе.

## Опасность и обращение
Пожароопасен, легковоспламеняющаяся жидкость. Концентрационные пределы взрываемости паровоздушной смеси 1,3—6,7 %.
Обладает слабым наркотическим действием. Пары толуола могут проникать через неповрежденную кожу и органы дыхания, вызывать поражение нервной системы (заторможенность, нарушения в работе вестибулярного аппарата), в том числе необратимое. Поэтому работать с толуолом и растворителями, в состав которых он входит, необходимо в прочных резиновых перчатках в хорошо проветриваемом помещении или с использованием вытяжной вентиляции.
Согласно другим источникам (СанПиН, меры предосторожности при работе с летучими органическими растворителями), толуол является сильно токсичным ядом, влияющим на функцию кроветворения организма, аналогично бензолу. Нарушение кроветворения проявляется в цианозе и гипоксии. Существует также толуольная токсикомания.
В целом, толуол, как и другие гомологи бензола, токсичен, его длительное воздействие на организм может привести к необратимым поражениям ЦНС, кроветворных органов и создать предпосылки для возникновения энцефалопатии.
Опыты на крысах не выявили рисков увеличения числа опухолей при долговременном воздействии толуола. Однако данные о канцерогенном воздействии на человека в настоящее время отсутствуют, и Агентство по охране окружающей среды США относит толуол к канцерогенам группы D («недостаточно данных для классификации»).
Как и все производные бензола, толуол потенциально является канцерогенным и мутагенным веществом и работа с ним требует большой осторожности. Нельзя допускать попадания толуола на кожные покровы, а все работы с ним следует производить в вытяжном шкафу.

## Токсичность
Толуол — токсичное вещество, его ПДК в воздухе рабочей зоны в РФ составляет 50 мг/м3 (среднесменная, за 8 часов) и 150 мг/м3 (максимально-разовая). При этом средний порог восприятия запаха толуола в группе людей может составлять около 140 мг/м3; по данным исследования, выполненного Cometto-Muñiz, J. E., Cain, W. S. и Abraham, M. H., близкая к 100% вероятность обнаружения запаха толуола достигается только при концентрации 590 мг/м3.
Можно ожидать, что использование широко распространённых фильтрующих СИЗОД в сочетании с «заменой фильтров по появлении запаха под маской» (как это почти всегда рекомендуется в РФ поставщиками) приведёт к чрезмерному воздействию паров толуола на, по крайней мере, часть работников — из-за запоздалой замены противогазных фильтров. Поэтому для защиты от толуола следует использовать более эффективные технологии и средства коллективной защиты.
Результаты научных исследований показали, что толуол обладает ототоксичными свойствами, и его воздействие может повысить риск утраты слуха.

## Толуоловая токсикомания
Толуол и содержащие его смеси, например, Р-646, являются псевдогаллюциногенными веществами. 